# Daniel Biyaoula
Daniel Biyaoula, född 1953 i Poto Poto, Kongo-Brazzaville, död 25 maj 2014, var en författare från Kongo-Brazzaville. Från 1970-talet var han bosatt i Frankrike.
Biyaoula gick i primär- och sekundärskola i Linzolo, en mindre ort utanför Brazzaville. Därefter gick han i skolan Savorgnan de Brazza, innan han flyttade till Frankrike, där han utbildade sig till doktor i mikrobiologi.
Ett viktigt ämne i Biyaoulas verk är afrikanska invandrare i Europa och de hinder de möter, dels i mötet med européerna, dels då de, påverkade av Europa, återvänder till Afrika för att finna att deras värderingar inte längre stämmer överens med de afrikanska. Hans första roman, L'Impasse, utgiven av förlaget Présence africaine, vann Grand prix littéraire d'Afrique noire 1997.

### Romaner
- L'Impasse, 1996
- Agonies, 1998
- La Source de joies, 2003

### Noveller
- Le destin de Zu
- Le mystère de la tortue
- Le dernier homme

### Andra texter
- Pouchkine et le monde noir
- Lettre contre la guerre